# Mordet på Shinzo Abe
Shinzo Abe, tidigare premiärminister i Japan och tjänstgörande medlem av Japans underhus, mördades den 8 juli 2022 när han talade vid ett kampanjmöte utanför Yamato-Saidaiji station i Nara i Nara prefektur i Japan. Omkring klockan 11:30 JST (UTC+9), när Abe höll ett tal till stöd för en kandidat för Liberaldemokratiska partiet (LDP), sköts han bakifrån på nära håll av ett hemmagjort skjutvapen. En misstänkt person greps på platsen. Abe transporterades med ambulanshelikopterflyg till Naras universitetssjukhus i Kashihara där han senare dödförklarades klockan 17:03, fem och en halv timme efter skottlossningen.
Den misstänkte gärningsmannen bakom mordet ansåg att Shinzo Abe hade kopplingar till den nyreligiösa rörelsen Familjefederationen för världsfred och enighet (Enighetskyrkan). Gärningsmannen hyste agg mot Enighetskyrkan eftersom hans mor blev ekonomiskt ruinerad av dem.
Ledare från många länder berömde Abes prestationer samtidigt som de uttryckte chock och sorg över hans död. Mordet på Abe var det första av en tidigare japansk premiärminister sedan Saitō Makoto och Takahashi Korekiyo dödades under en militärrevolt den 26 februari 1936, såväl som det första av en tidigare G7-ledare sedan Italiens Aldo Moro 1978.

## Tidslinje

### Bakgrund
Abe skulle ursprungligen hållit ett tal i Nagano prefektur den 8 juli 2022 till stöd för Sanshirō Matsuyama, kandidat för det Liberaldemokratiska partiet (LDP) för prefekturen i det kommande överhusvalet som skulle hållas den 10 juli. Evenemanget ställdes in med kort varsel den 7 juli, efter anklagelser om tjänstefel och korruption relaterade till Matsuyama. Evenemanget ersattes med ett annat kampanjtal i Nara prefektur där Abe skulle hålla ett tal till stöd för Keo Satō, en ledamot från LDP som kandiderade för omval i prefekturen. LDP-avdelningen i Nara prefektur uppgav att denna ändring inte var allmänt känt för allmänheten, men NHK rapporterade att denna händelse annonserats flitigt på Twitter och med ljudbil.
Omkring klockan 11:10 den 8 juli 2022 började Satō tala vid en vägkorsning nära norra infarten från järnvägsstationen Yamato-Saidaiji i Nara. Abe anlände nio minuter senare och började sitt tal runt klockan 11:29. Åhörare stod och lyssnade från omgivande trottoarer.

### Mordet

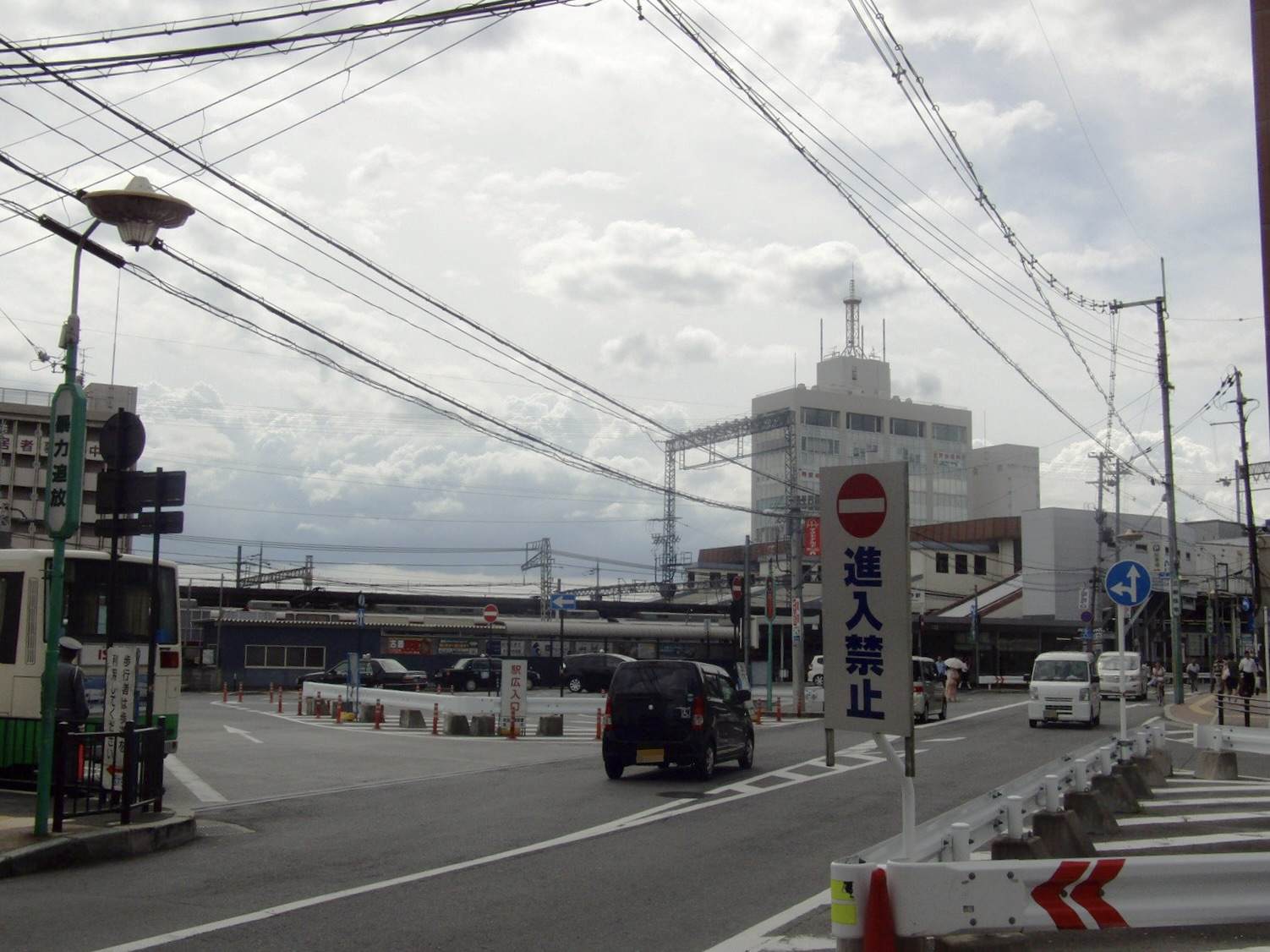
Järnvägsstationen Yamato-Saidaiji, bild från 2012.

Medan Abe höll sitt tal utanför Yamato-Saidaiji-stationen närmade sig den misstänkta gärningsmannen i flera meter, trots närvaro av säkerhetsvakter. Runt klockan 11:30 sköts Abe två gånger bakifrån med ett dubbelpipigt improviserat skjutvapen och föll till marken. Hjärtat hade träffats. Abes säkerhetsvakter grep den misstänkte, som inte gjorde motstånd.
Abe var först vid medvetande och talbar direkt efter att han blev skjuten. Han transporterades till ett lokalt sjukhus med ambulanshelikopter med ett skottsår på höger sida och inre blödningar under vänster bröstkorg. Han rapporterades inte vara vid medvetande när han anlände till Naras universitetssjukhus i Kashihara. Vid en presskonferens som hölls klockan 14:45 berättade premiärminister Fumio Kishida att Abe var i ett kritiskt tillstånd och att "läkarna gjorde allt de kunde".
Abe dödförklarades på sjukhuset klockan 17:03, cirka fem och en halv timmar efter att han blivit skjuten. Han blev 67 år gammal. Efter hans död uppgav Hidetada Fukushima, läkare på sjukhuset, att orsaken till Abes död var blodförlust, trots fyra timmars blodtransfusioner med 100 enheter blod. Abe var den första tidigare japanska premiärministern som mördats sedan Saitō Makoto och Takahashi Korekiyo dödades under en militärrevolt den 26 februari 1936. Han var även den första japanska lagstiftaren som mördats sedan Kōki Ishii mördats av en högergrupp 2002, och den första japanska politikern som mördats under en valkampanj sedan Iccho Itoh, dåvarande borgmästare i Nagasaki, som sköts ihjäl under sin valkampanj i april 2007.

### Följder

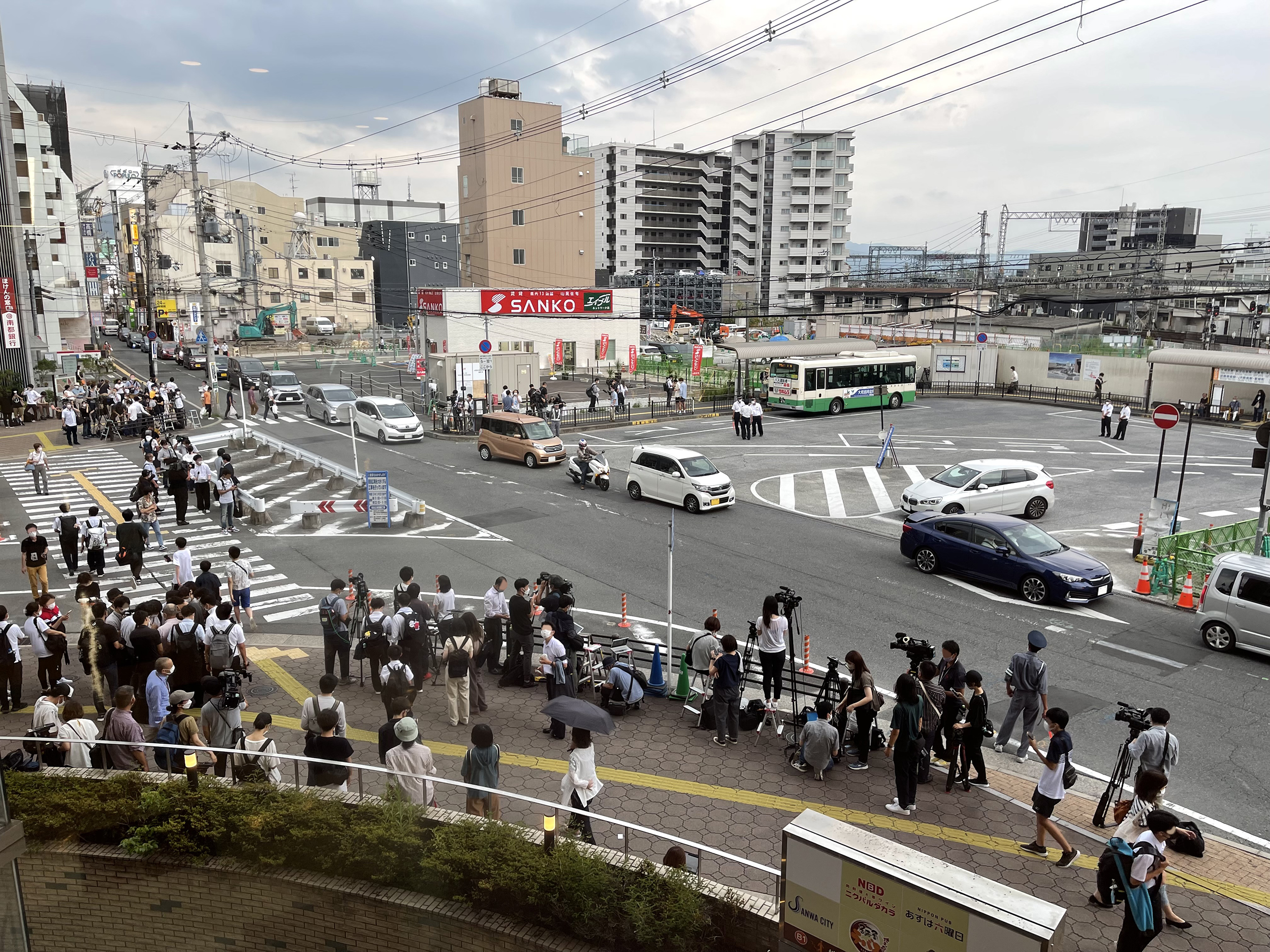
Platsen där Abe sköts ihjäl den 8 juli 2022, ett par timmar efter mordet.

Ett krishanteringscenter etablerades vid premiärministerns kansli. Premiärminister Fumio Kishida, som var i prefekturen Yamagata för valkampanjen, avbröt sitt återstående schema för att återvända till Tokyo. Alla andra medlemmar av det sittande kabinettet kallades också tillbaka till Tokyo, med undantag för utrikesminister Yoshimasa Hayashi som var i Indonesien för G20-möten, enligt chefsminister Hirokazu Matsuno.
NHK General TV och fyra av fem stora japanska kommersiella TV-nätverk ställde in eller sköt upp alla planerade program för att sända nyhetsprogram live under resten av dagen.
De flesta politiska ledare ställde in alla kampanjevenemang den 8 juli efter attacken. Evenemangen återupptogs dagen efter, den 9 juli, med flera partiledare som lovade att inte låta den demokratiska processen störas.

## Misstänkt
En 41-årig man som tidigare tjänstgjort i Japans maritima självförsvarsstyrkor greps på platsen som misstänkt för mordet.[källa behövs] När polisen genomsökte hans hem hittades fler hemmagjorda vapen och bomber.
Gärningsmannen föddes som det mellersta barnet i en syskonskara på tre barn. År 1984 begick gärningsmannens far självmord. Enligt släktingar till familjen började gärningsmannens mor bli involverad i Familjefederationen för världsfred och enighet (Enighetskyrkan) 1991, medan kyrkan hävdar att hon blev medlem 1998. Modern skänkte pengar till kyrkan från makens livförsäkring och sålde mark som hon ärvt från sin far. Modern donerade uppskattningsvis 100 miljoner yen (motsvarande 7,5 miljoner kr) till kyrkan fram tills hon gick i personlig konkurs 2002. Hon fortsatte skänka mindre summor till kyrkan även efter att hon blivit bankrutt. Efter att modern gått med i kyrkan började hon resa till Sydkorea och lämnade barnen ensamma hemma utan mat eller pengar. Gärningsmannen tvingades avbryta sina universitetsstudier eftersom familjen inte hade råd att betala skolavgiften.
År 2005, då gärningsmannen tjänstgjorde i de maritima självförsvarsstyrkorna, försökte han ta sitt liv i hopp om att utbetalningen från hans livförsäkring skulle kunna försörja hans syskon.
Enligt polisen har gärningsmannen i förhör berättat att mordet var en hämndattack mot en religiös organisation som gärningsmannen ansåg att Shinzo Abe hade kopplingar till. Några dagar efter mordet bekräftade Enighetskyrkan att gärningsmannens mor var medlem i kyrkan. Gärningsmannen berättade att familjen hade förstörts och försatts i konkurs eftersom modern hade donerat stora summor pengar till Enighetskyrkan. Gärningsmannen ansåg att Shinzo Abes morfar och Japans före detta premiärminister Nobusuke Kishi var ansvarig för Enighetskyrkans etablering och spridning i Japan. Gärningsmannen hade även hittat ett videomeddelande på internet från Shinzo Abe som visades för en välgörenhetsorganisation med kopplingar till Enighetskyrkan. Shinzo Abe var inte medlem i Enighetskyrkan och hade inte heller något officiellt samröre med dem.
I polisförhör berättade gärningsmannen att han provsköt sitt hemmagjorda vapen mot en av enighetskyrkans byggnader nära sitt hem i Nara tidigt på morgonen 7 juli 2022. Vid undersökning av byggnaden hittade polisen skotthål i fasaden. Senare samma dag tog gärningsmannen tåget från Nara till Okayama, där Shinzo Abe höll ett tal inomhus. Gärningsmannen hade enligt egen utsago med sig ett vapen men valde att inte använda det.
En japansk bloggare som kritiserat Enighetskyrkan mottog ett brev från gärningsmannen. Brevet var poststämplat i Okayama och kom fram till bloggaren efter mordet. I brevet beskriver gärningsmannen Shinzo Abe som "en av de mest inflytelserika av Enighetskyrkans sympatisörer i den verkliga världen."

### Tidigare attentatsplaner
Gärningsmannen hade tidigare planerat att döda Sun Myung Moons änka och ledaren för Enighetskyrkan Hak Ja Han. När hon besökte Aichi i Japan 2019 hade gärningsmannen förberett en molotovcocktail för att utföra dådet. Han avbröt attentatsförsöket eftersom han misslyckades med att ta sig in i kyrkobyggnaden.

## Enighetskyrkan i Japan
Familjefederationen för Världsfred och Enighet (Enighetskyrkan) grundades av Sun Myung Moon i Busan 1954. Kyrkan har anklagats för att hjärntvätta medlemmar och kallats för en sekt. Enighetskyrkan började missionera i Japan 1958.
Enligt Steven Hassan, en avhoppare från enighetskyrkan, är Sydkorea "Adams land" i kyrkans teologi och Japan "Evas land". Japan bör därför underkasta sig Sydkorea. Kyrkan rekryterar medlemmar och donationer i Japan genom att läsa dödsannonser för att sedan knacka dörr hos den avlidnes familj. Kyrkan hävdar att släktingen har kontaktat dem från andevärlden, vanligtvis eftersom anden sitter fast i helvetet och behöver den kvarlevande familjens hjälp för att komma till himmelen. Familjen måste hjälpa anden genom att donera pengar eller köpa dyra föremål som enligt kyrkan besitter "andliga krafter".
År 1987 grundades Nationella advokatnätverket mot andlig försäljning (全国霊感商法対策弁護士連絡会) i Japan för att hjälpa människor som blivit lurade att ge bort sina tillgångar till religiösa organisationer, främst för människor som fallit offer för Enighetskyrkan. Enighetskyrkan har i vissa fall blivit dömd i japansk domstol att ge tillbaka donerade pengar till medlemmar. Efter mordet på Shinzo Abe berättade advokatnätverket att Enighetskyrkan fortfarande pressar medlemmar att donera pengar till kyrkan. Som ett exempel hänvisade advokaterna till ett domstolsbeslut i Tokyos distriktsdomstol 2020, där Enighetskyrkan dömdes att betala tillbaka 4,7 miljoner yen (356 000 kr) som donerats mellan 2012 till 2015 till en före detta medlem eftersom kyrkan enligt domstolen hade tvingat till sig donationerna genom metoder som ingjuter rädsla och ångest hos offret.
Efter mordet på Shinzo Abe höll Enighetskyrkan en presskonferens 11 juli 2022 där de bekräftade att gärningsmannens mor var medlem i kyrkan. Kyrkan berättade inte hur mycket pengar modern hade donerat men förklarade att ingen tvingas skänka pengar och att alla donationer är frivilliga.

### Abes familj och Enighetskyrkan
Shinzo Abes morfar Nobusuke Kishi, som även var Japans premiärminister 1957–1958, hade nära kontakt med Enighetskyrkan.
Universal Peace Federation (UPF) är en välgörenhetsorganisation med kopplingar till Enighetskyrkan. Under sin första mandatperiod som premiärminister skickade Shinzo Abe gratulationsmeddelanden till UPF. En videohälsning från Shinzo Abe visades vid en UPF-sammankomst i september 2021. I videon prisar Abe Enighetskyrkans ledare Hak Ja Han och UPF för deras fredsarbete på Koreahalvön och konservativa familjevärderingar. Enighetskyrkan har sedan tidigare betalat politiska och religiösa ledare för att tala vid deras sammankomster. Abes video kritiserades av ett japanskt advokatnätverk som försvarar avhoppare från Enighetskyrkan.

## Reaktioner

### Inrikes

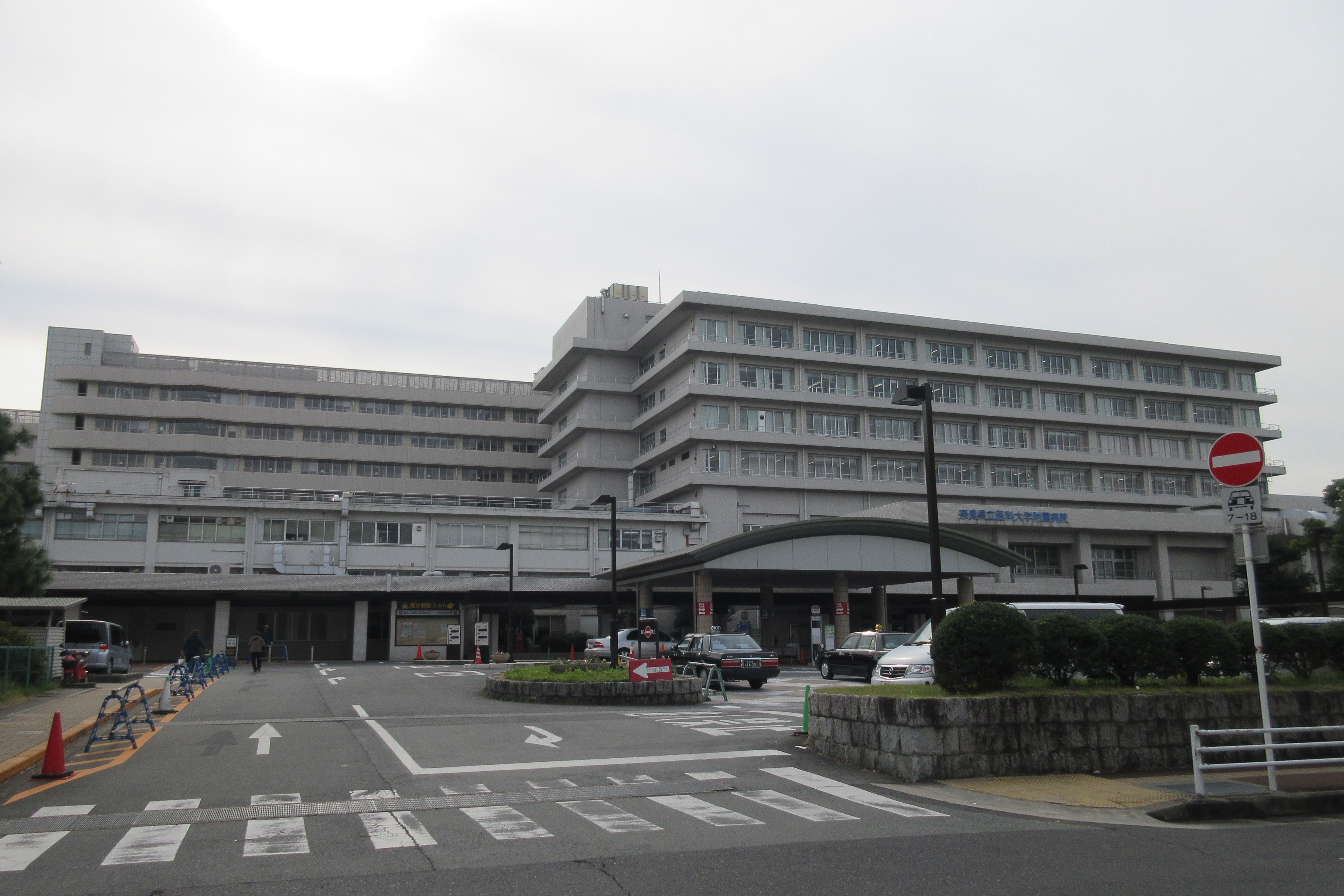
Universitetssjukhuset i Nara, där Abe dödförklarades.

Den sittande japanska premiärministern Fumio Kishida kallade mordet en "oförlåtlig handling" och ett "dåd av fegt barbari". Kishida noterade att Abe sköts när han höll ett kampanjtal för ledamoten Kei Satō, och fördömde också mordet som en attack mot Japans demokrati och lovade att försvara ett "fritt och rättvist val till varje pris".
Innan Abes död tillkännagavs, uttalade guvernören i Tokyo Yuriko Koike att "oavsett anledningen är en sådan avskyvärd handling absolut oförlåtlig. Det är en kränkning av demokratin." Kazuo Shii, ordförande för Japans kommunistiska parti, kallade mordet "barbariskt" och kallade det en attack mot yttrandefriheten och ett terrordåd i ett inlägg på Twitter.

### Utrikes
Som svar på skottlossningen och Abes efterföljande död uttryckte representanter för många länder, inklusive nuvarande och tidigare världsledare, sina kondoleanser.
- Anthony Albanese, Australiens premiärminister, uttryckte att under Abes ledning hade Japan framstått som "en av Australiens mest likasinnade partner i Asien – ett arv som består än idag". Albanese nämnde också Abes utrikespolitiska bidrag och tillade att "Quadrilateral Security Dialogue och Comprehensive and Progressive Agreement for Trans-Pacific Partnership är på många sätt resultatet av hans diplomatiska ledarskap". Albanese sa att Abes arv var "ett med global påverkan och en djupgående och positiv sådan för Australien".[9]
- Jacinda Ardern, Nya Zeelands premiärminister, fördömde attacken i ett uttalande och sa att hon i Abe såg "en statsman, någon som hjälpte till att inleda komplexa förhandlingar som CPTPP", men också "någon som var snäll", med hänvisning till hans kondoleanser för hennes katts död som ett exempel.[64][65]
- Joe Biden, USA:s president, sa att han var "häpen, upprörd och djupt ledsen" över händelsen. Biden anmärkte att Abe "framför allt brydde sig djupt om det japanska folket och ägnade sitt liv åt deras tjänst. Till och med i det ögonblick han attackerades, var han engagerad i demokratins arbete ... Även om det finns många detaljer som vi ännu inte känner till, vet vi att våldsamma attacker aldrig är acceptabla och att vapenvåld alltid lämnar ett djupt spår på de samhällen som påverkas av det. USA står tillsammans med Japan i denna sorgens stund. Jag skickar mina djupaste kondoleanser till hans familj."[66] Biden beordrade senare Vita husets flaggor att hissas på halv stång fram till den 10 juli 2022.[67][68]
- Narendra Modi, Indiens premiärminister, meddelade att Indien kommer att hålla en dag av nationell sorg den 9 juli. I enlighet med detta kommer Indiens flagga att vaja på halv stång.[69] På Twitter skrev Modi: "Jag är chockad och ledsen över det tragiska bortfallet av en av mina käraste vänner", och sa att Abe var en pålitlig vän till Indien.[70]

### Sverige
- Magdalena Andersson, Sveriges statsminister, skrev att hon med sorg nåtts av beskedet om det brutala mordet på Shinzo Abe. ”Jag vill å den svenska regeringens vägnar uttrycka våra djupaste kondoleanser till hans familj, den japanska regeringen och det japanska folket.”[71]
- Stefan Löfven, tidigare svensk statsminister: ”Jag tänker nu på Abes familj, släkt och vänner, jag tänker på Japan som drabbats av ett lika fegt som meningslöst mord i samband med ett av demokratins viktigaste inslag; mötet mellan företrädare för politiska partier och allmänheten. Abe sköts när han talade under ett valmöte. .... Minnet av besöket är ljust. I denna mörka, tunga stund är samtidigt övertygelsen om demokrati, fred och strävan efter gemensam säkerhet det som måste bli bestående när vi nu tänker på Shinzo Abe.”[72]